# Wikipédia en nepalbhasha
Wikipédia en nepalbhasha (en nepalbhasha : विकिपिडियाय् लसकुस [Vikipiḍiyāya lasakūsa]) est l’édition de Wikipédia en nepalbhasha (nepal bhasa ou newar), langue tibéto-birmane parlée au Népal. L'édition est lancée le 30 septembre 2006,,,,. Son code est : new.
Au 20 mars 2025, l'édition en nepalbhasha contient 72 493 articles et compte 29 315 contributeurs, dont 29 contributeurs actifs et 2 administrateurs.

## Présentation

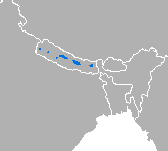
Aire de diffusion du nepalbhasha.

## Statistiques
- En mars 2016, l'édition en nepalbhasha compte quelque 840 articles.
- Le 19 octobre 2022, elle contient 72 351 articles et compte 25 317 contributeurs, dont 16 contributeurs actifs et 2 administrateurs.
- Le 13 août 2024, elle contient 72 421 articles et compte 28 397 contributeurs, dont 21 contributeurs actifs et 2 administrateurs.
- Le 3 octobre 2024, elle contient 72 454 articles et compte 28 647 contributeurs, dont 30 contributeurs actifs et 2 administrateurs.